# John Strasberg
John Strasberg (New York, 20 maggio 1941) è un attore, regista e insegnante statunitense.

## Biografia

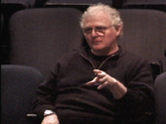
John Strasberg durante una sua lezione a New York

Figlio di Lee e Paula Strasberg dell'Actors Studio e fratello dell'attrice Susan Strasberg, durante la sua lunga carriera, Strasberg ha diretto produzioni di Shakespeare, Ibsen, O'Neill, Odets e Aristofane. Insegna il processo creativo organico che è distinto dal metodo reso famoso da persone come Stanislavsky e suo padre Lee Strasberg.
Negli anni '70 ha lavorato al National Film Board of Canada ed è stato direttore esecutivo del Lee Strasberg Theatre Institute. Negli anni '80 ha co-fondato la compagnia The Mirror Repertory di New York. In Italia ha tenuto seminari a Padova, Milano, Roma, e in molti altri teatri e centri artistici inclusa la residenza artistica Art Aia - Creatives / In / Residence fondata dall'attore Giovanni Morassutti e La Mama Umbria International a Spoleto. Ha scritto un racconto autobiografico e diario di lavoro, sulle sue tecniche di recitazione, intitolato Per scelta, per caso. Oltre l'Actors studio, edito da Dino Audino nel 2016.